# Epidendrum marsiorum
Epidendrum marsiorum är en orkidéart som beskrevs av Roberto Vásquez och Pierre Leonhard Ibisch. Epidendrum marsiorum ingår i släktet Epidendrum och familjen orkidéer.
Artens utbredningsområde är Bolivia. Inga underarter finns listade i Catalogue of Life.